# Syrop malinowy z Doliny Baryczy
Syrop malinowy z Doliny Baryczy – polski regionalny produkt owocowy charakterystyczny dla części Doliny Baryczy leżącej w gminie Krośnice (województwo dolnośląskie). 18 lipca 2013 wpisany na polską listę produktów tradycyjnych (jako trzydziesty dziewiąty).

## Historia
Pierwsze plantacje malin w dolinie Baryczy powstały około 1990. Słabe gleby i niskie opady występujące na tym terenie, choć wpływają niekorzystnie na wysokość zbiorów, to działają korzystnie na wyjątkowe walory smakowe owoców, gdyż niedobór wody zmniejsza kwaśność malin. Jeszcze przed założeniem plantacji malin w miejscowości Wierzchowice wytwarzano syrop malinowy z owoców, zbieranych w przydomowych ogrodach i okolicznych lasach. Założenie rozległych plantacji pozwoliło na stały dostęp do świeżych owoców ze stabilnego źródła. Obecnie uprawniane są odmiany tradycyjne owocujące w lipcu oraz jesienne. Zbiór malin, do przygotowania syropu, odbywa się wyłącznie ręcznie, a owoce muszą być bardzo dojrzałe i odpowiednio wyselekcjonowane. Owoce w emaliowanym garnku, z niewielką ilością wody podgrzewa się na piecu, opalanym drewnem mieszając drewnianą łyżką, żeby nie przywarły. Gdy maliny puszczą sok odcedza się je i miesza z cukrem (ważne są proporcje) nadal podgrzewając. Gorący syrop wlewa się do szklanych naczyń (wywiad etnograficzny z mieszkańcami gminy Krośnice). Syrop ten może być wykorzystywany jako dodatek do kaszy manny, kisieli mlecznych (budyniów), herbaty, zaś rozcieńczony z wodą stanowi samodzielny napój.

## Charakterystyka
Syrop ma konsystencję cieczy od lekko gęstej po bardzo gęstą. Stopień zagęszczenia zależy od gatunku maliny, okresu zbioru i zawartości cukru w owocach. Owoce dojrzewające w większej ilości słońca zawierają więcej cukrów, co powoduje, że wytworzony z nich syrop jest bardziej gęsty. Barwa jest od rubinowej do bordowej, intensywna, po rozcieńczeniu ciemnoczerwona. Smak jest bardzo słodki, intensywny, świeży zapach owoców malin. Nie określono rozmiarów i kształtów opakowań.

## Nagrody
Syrop promowany jest jako produkt tradycyjny podczas różnego rodzaju imprez targowo-wystawienniczych, jest również laureatem dolnośląskich eliminacji konkursu Nasze Kulinarne Dziedzictwo – Smaki Regionów.